# Turiecbækkenet
Turiecbekkenet (slovakisk: Turčianska kotlina; ungarsk: Túróci-medence; tysk: Turzbecken.) er et bækken som ligger i den nordlige del af det centrale Slovakiet, indenfor Fatra-Tatra-området i Vestkarpaterne.
Det er begrænset af bjergkæderne Veľká Fatra i øst, Malá Fatra i vest og nord, samt Žiarbjergene og Kremnicabjergene i syd. Floden Turiec løber over hele bækkenet, og udmunder i Váh nær byen Vrútky. Bækkenet har en bredde på ca. 10 km og en længde på 30 km. Den gennemsnitlige højde er ca. 400-500 moh. De største byer er Martin, Vrútky og Turčianske Teplice.